# И (буква древнепермского алфавита)
И (𐍙, коми и) — десятая буква древнепермского алфавита, использовавшегося для записи языка коми и в качестве тайнописи старорусского языка.

## Использование
Буква 𐍙 обозначала звук [i], что соответствует кириллической букве І і в алфавите Молодцова и буквам І і (после твёрдых согласных) и И и (в остальных случаях) в современном алфавите. Кроме того, обозначала согласный [j]. В этом значении буква соответствует Ј ј в алфавите Молодцова и Й й в современном алфавите. В русских тайнописных текстах также соответствует кириллическим и, і и й, при этом зачастую над ней ставятся две точки (𐍙̈). В подписи епископа Филофея 𐍙 без точек соответствует и, а 𐍙̈ — й.
Также использовалась для обозначения числа 10 (иногда в сочетании с титлом, аналогично кириллической системе счисления).

## Название
В списках присутствует единственный вариант названия и и один ошибочный — ц. В. И. Лыткин полагает, что первоначальным названием буквы было и, то есть просто соответствующий букве звук.
В некоторых списках буква вовсе отсутствует.

## Начертание
Происхождение буквы, предположительно, связано с русской буквой і и, через неё, с греческой буквой ι, или же с пасами.

## Кодировка
Буква была закодирована в блоке Юникода «Древнепермское письмо» (англ. Old Permic) в версии 7.0, вышедшей 16 июня 2014 года, под кодом U+10359.